# Astena
Astena is een geslacht van kevers uit de familie bladkevers (Chrysomelidae).
De wetenschappelijke naam van het geslacht werd in 1865 gepubliceerd door Joseph Sugar Baly.

## Soorten
- Astena atripes Baly, 1856
- Astena maculipennis Jacoby, 1894